# Witold Michałkiewicz
Witold Michałkiewicz (ur. 17 listopada 1914 w Kleczy Dolnej, zm. 1 sierpnia 1998 w Poznaniu) – polski lekarz, ginekolog, rektor Akademii Medycznej w Poznaniu w latach 1964–1972, członek rzeczywisty Polskiej Akademii Nauk.

## Życiorys
Był starszym z dwóch synów Mieczysława, nauczyciela gimnazjalnego, oraz Józefy z Próchników. W 1919 przeprowadził się z rodziną do Poznania, gdzie jego ojciec objął posadę nauczyciela, a synowie zostali uczniami Gimnazjum św. Marii Magdaleny. Po złożeniu egzaminu dojrzałości w 1932 rozpoczął studia na Wydziale Lekarskim Uniwersytetu Poznańskiego. Ukończył je w 1938, po czym został powołany do odbycia służby wojskowej w Centrum Wyszkolenia Sanitarnego. We wrześniu 1939 został przydzielony do batalionu strażniczego w Poznaniu, po wycofaniu się z miasta brał udział w bitwie nad Bzurą. Dostał się do niewoli niemieckiej. Osadzony w obozie jenieckim w Żyrardowie, uciekł w październiku 1939. Po krótkim pobycie w Poznaniu wyjechał do Krakowa, gdzie do zakończenia wojny pracował w Klinice Położnictwa i Chorób Kobiecych profesora Januarego Zubrzyckiego i w Szpitalu św. Łazarza.
W marcu 1945 powrócił do Poznania. Otrzymał etat asystenta, następnie adiunkta w I Klinice Ginekologiczno-Położniczej Akademii Medycznej w Poznaniu. W 1946 uzyskał stopień doktora medycyny, a we wrześniu 1955 został powołany na stanowisko docenta, kierownika I Katedry i Kliniki Położnictwa i Chorób Kobiecych. W latach 1962–1964 był prorektorem, 1964–1972 rektorem Akademii Medycznej. W 1967 uzyskał tytuł profesora zwyczajnego. Od 1970 do 1982 był dyrektorem Instytutu Ginekologii i Położnictwa, do 1985 kierownikiem Kliniki Ginekologii. Jego dorobek naukowy obejmuje około 300 publikacji. Był promotorem 33 prac doktorskich i opiekunem 13 habilitacji. Był członkiem korespondentem (od 1969) i członkiem rzeczywistym (od 1986) Polskiej Akademii Nauk, członkiem Polskiego Towarzystwa Lekarskiego, Polskiego Towarzystwa Ginekologicznego i Poznańskiego Towarzystwa Przyjaciół Nauk, rad naukowych Centrum Zdrowia Dziecka, Instytutu Onkologii oraz poznańskiego Instytutu Balneoklimatycznego.

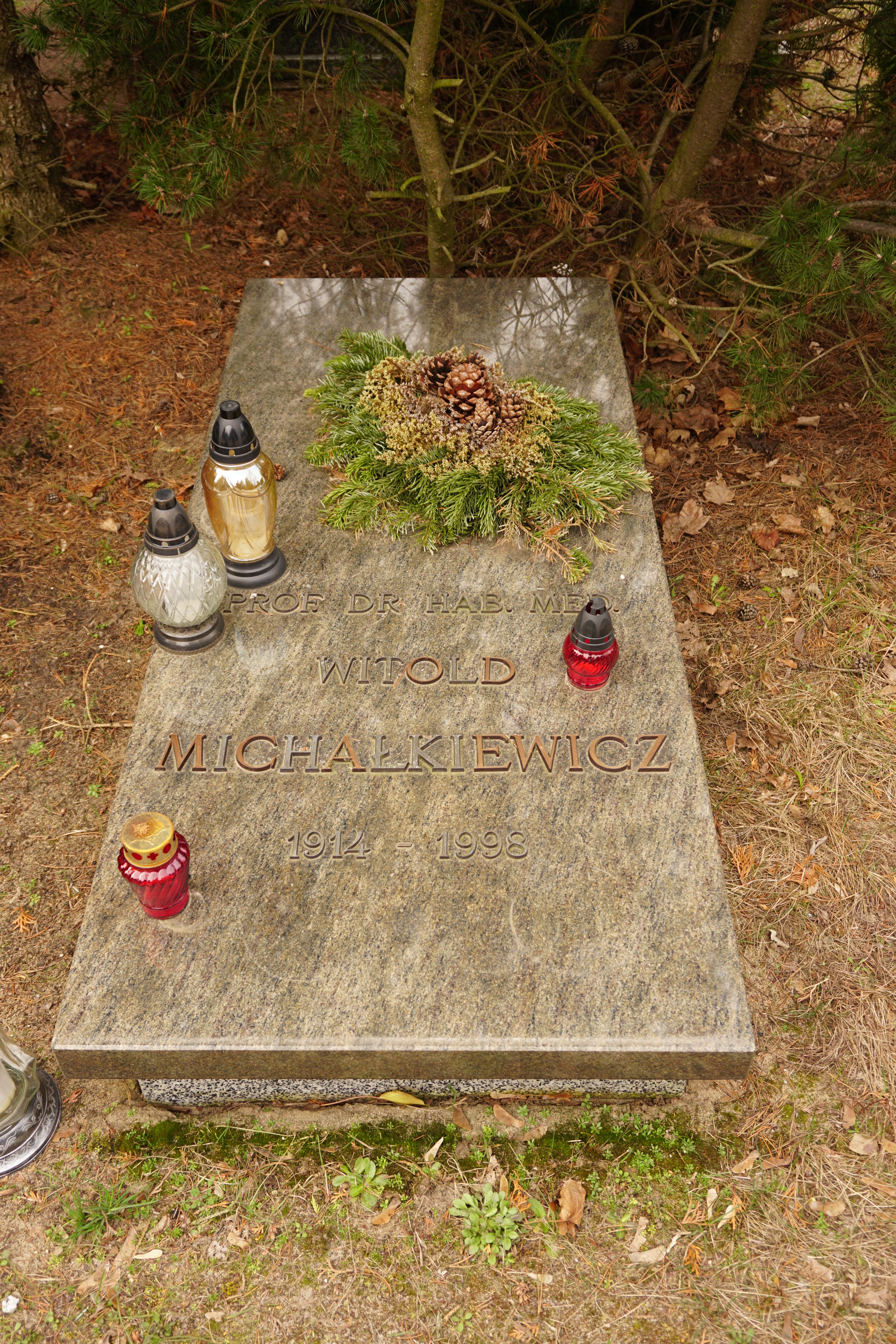
Grób prof. Witolda Michałkiewicza na Cmentarzu Junikowskim

Został odznaczony między innymi krzyżami Kawalerskim i Oficerskim Orderu Odrodzenia Polski, Złotym Krzyżem Zasługi, Medalem Komisji Edukacji Narodowej i Medalem 10-lecia PRL. Zmarł 1 sierpnia 1998 i został pochowany w Alei Zasłużonych Cmentarza Junikowskiego w Poznaniu (AZ-2-P-6).